# Prignano Cilento
Prignano Cilento là một đô thị (comune) thuộc tỉnh Salerno trong vùng Campania của Ý. Prignano Cilento có diện tích 11 km2, dân số là 870 người (thời điểm ngày 31/12/2004).